# Cajanus lanuginosus
Cajanus lanuginosus là một loài thực vật có hoa trong họ Đậu. Loài này được (S.T.Reynolds & Pedley) Maesen miêu tả khoa học đầu tiên.